# Compagnie anglomexicaine
 (avril 2025).
Si vous disposez d'ouvrages ou d'articles de référence ou si vous connaissez des sites web de qualité traitant du thème abordé ici, merci de compléter l'article en donnant les références utiles à sa vérifiabilité et en les liant à la section « Notes et références ».
 (avril 2025).
Le contenu est difficilement compréhensible vu les erreurs de traduction, qui sont peut-être dues à l'utilisation d'un logiciel de traduction automatique.
 (avril 2025).
La Compagnie anglomexicaine était la première société importante formée pour exploiter les mines d'argent de Guanajuato et du Catorce, au Mexique, peu après l'indépendance du pays.

## Histoire
La Compagnie anglomexicaine a été fondée en juillet 1824 avec un capital d'un million de livres sterling, montant considérable pour l'époque, divisé en dix mille actions de cent livres sterling chacune. Cotée à la Bourse de Londres, elle va contribuer à la renaissance des mines d'argent au Mexique.
Le 26 février 1825, elle réunit sa première assemblée générale, au cours de laquelle un rapport relate que les commissaires de la compagnie sont arrivés au Mexique vers le milieu du mois d'août 1824. Le 15 novembre, ils écrivaient aux directeurs de la compagnie que l'exploitation a déjà reçu un commencement d'exécution, en désignant quatre mines dans le district de Guanajuato : Valenciana, Serina, (dont elle avait le tiers en propriété), Santa-Rosa et Guadalupe. Elle a deux mines dans le district de Catorce (La Conception et Guadalupe). Les plus riches sont Valenciana, qui a eu un produit net annuel de l50.000 livres (3,7 millions de francs de l'époque) de 1792 à 1802, même si elle était grevée d'un impôt de 29 % réduit à 6 % ensuite, et "La Conception".
La Compagnie anglomexicaine eu tout d'abord besoin de réparer les dommages causés par un long abandon, en remettant à sec des mines envahies par les eaux et en remettant en production les galeries que l'inondation avait détruites. Ses premiers travaux se portèrent sur la mine de Villalpando, à Zacatecas, près d'Aguascalientes, dont les propriétaires principaux étaient le comte Valenciana, la comtesse Ruhl et le comte Pérès Galvez. Une machine à vapeur fut installée à "San Agustin" pour scier du bois et broyer les minerais. Une autre machine, de trente chevaux, fut installée dans la petite mine de Purísima à Santa Rosa, située à trois lieues de Guanajuato.
La société dut aussi procéder à l'épuisement des galeries de la mine de Valenciana et y employer huit de ces machines qui travaillèrent jour et nuit pendant plusieurs années, avant que l'exploitation pût recommencer. Ces travaux furent efficaces et permirent à la société de quintupler sa production en seulement quatre ans, même si les coûts furent plus élevés que prévu, en raison d'éboulements et d'inondations persistantes dans les parties profondes des mines.
| Quatre 1ères années               | 1825 | 1826 | 1827 | 1828 |
| Production en millions de dollars | 0,12 | 0,34 | 0,46 | 0,57 |